# エチオピア航空302便墜落事故
エチオピア航空302便墜落事故（エチオピアこうくう302びんついらくじこ）は、2019年3月10日に発生した航空事故である。ボレ国際空港発ジョモ・ケニヤッタ国際空港行きのエチオピア航空302便（ボーイング737 MAX 8）が、ボレ国際空港を離陸して6分後にレーダーから消失した。同機には乗員乗客157人が搭乗しており、全員が死亡した。
この事故はエチオピアで発生した航空事故として最悪であり、エチオピア航空の事故の中でも最大の死者数である。
また、この事故はボーイング737としてもライオン・エア610便墜落事故、チェジュ航空2216便事故、ウクライナ国際航空752便撃墜事件、エア・インディア・エクスプレス812便墜落事故に次ぐ5番目の死者数となった。

## 事故機
事故機のボーイング737 MAX 8 (ET-AVJ) は、2018年10月30日に初飛行し、同年11月17日にエチオピア航空に納入されたばかりの新造機であった。
737 MAXは2017年から引き渡しが始まった最新鋭機であったが、この事故の5か月前の2018年にはライオン・エア610便墜落事故が起きている。2019年1月時点での生産数は389機だった。

## 事故の概要
エチオピア航空302便（ET302便）は、アディスアベバからケニアのナイロビへ向かう国際定期便だった。同機には乗員8名、乗客149名の計157名が搭乗していた。現地時間8時38分にボレ国際空港を離陸した。離陸から1分後に、パイロットが制御面の問題が発生したが飛行は継続できると管制官に報告した。離陸から3分後に機体は運航上の限界を越える速度まで加速し、パイロットは空港への引き返しを要求した。
パイロットの奮闘も虚しく離陸から6分後、オロミア州ビシュフトゥ上空を飛行中に機体はレーダーから消失した。墜落寸前にパイロットはメーデーを宣言したと思われるが、管制塔には伝わらなかった。消失時に302便は高度9,000フィート (2,700 m)付近を飛行中であった。飛行追跡データによると、機体は上昇と降下を繰り返していた。目撃者は、機体から白い煙を出しており、墜落前に奇妙な音を発していたと証言した。302便はボレ国際空港の南東62kmの地点に墜落した。事故現場には、クレーターができており機体は粉々になっていた。生存者はなかった。
4月4日に暫定報告書が発表された。報告によれば、クルーは以前のライオン・エア610便の事故後に発表された、操縦特性向上システム (MCAS) の異常が認められた際の回復動作マニュアルに従った操作をしたと認められるが、墜落を免れなかったと報告された。

## 乗員・乗客
この事故により、乗員乗客157人全員が死亡した。乗客の多くは、ナイロビで開催される国際連合環境計画の会議に参加するために搭乗していた。乗客のうち12人が国際連合の職員であった。乗客にはシチリアの考古学者・議員のセバスティアーノ・トゥーサやカナダの研究者ピウス・アデサンミ、外国語指導助手 (ALT) として、鳴門高校に勤めたサラ・オーフレットがいた。当初、死者の中にオランダ人5人が含まれていると報告されたが、後にドイツ人と修正された。
機長はエチオピア航空に10年間勤務し、8231時間の飛行経験があった。2017年11月にボーイング737型機の機長へ昇格していた。事故時点でまだ29歳であり、エチオピア航空における最年少の機長であった。副操縦士も事故時25歳であり、航空会社のフライトアカデミーを卒業したばかりで、飛行時間は200時間であった。
乗員乗客の国籍は以下の通り。
| 国籍           | 死者 |
| -------------- | ---- |
| ケニア         | 32   |
| カナダ         | 18   |
| エチオピア     | 17   |
| 中華人民共和国 | 7    |
| イタリア       | 8    |
| アメリカ       | 8    |
| フランス       | 7    |
| イギリス       | 7    |
| エジプト       | 6    |
| ドイツ         | 5    |
| インド         | 4    |
| スロバキア     | 4    |
| スウェーデン   | 4    |
| オーストリア   | 3    |
| ロシア         | 3    |
| イスラエル     | 2    |
| モロッコ       | 2    |
| ポーランド     | 2    |
| スペイン       | 2    |
| ベルギー       | 1    |
| ジブチ         | 1    |
| 香港           | 1    |
| インドネシア   | 1    |
| アイルランド   | 1    |
| モザンビーク   | 1    |
| ネパール       | 1    |
| ナイジェリア   | 1    |
| ノルウェー     | 1    |
| ルワンダ       | 1    |
| サウジアラビア | 1    |
| セルビア       | 1    |
| ソマリア       | 1    |
| スーダン       | 1    |
| トーゴ         | 1    |
| チュニジア     | 1    |
| ウガンダ       | 1    |
| イエメン       | 1    |
| 合計           | 157  |

## 調査

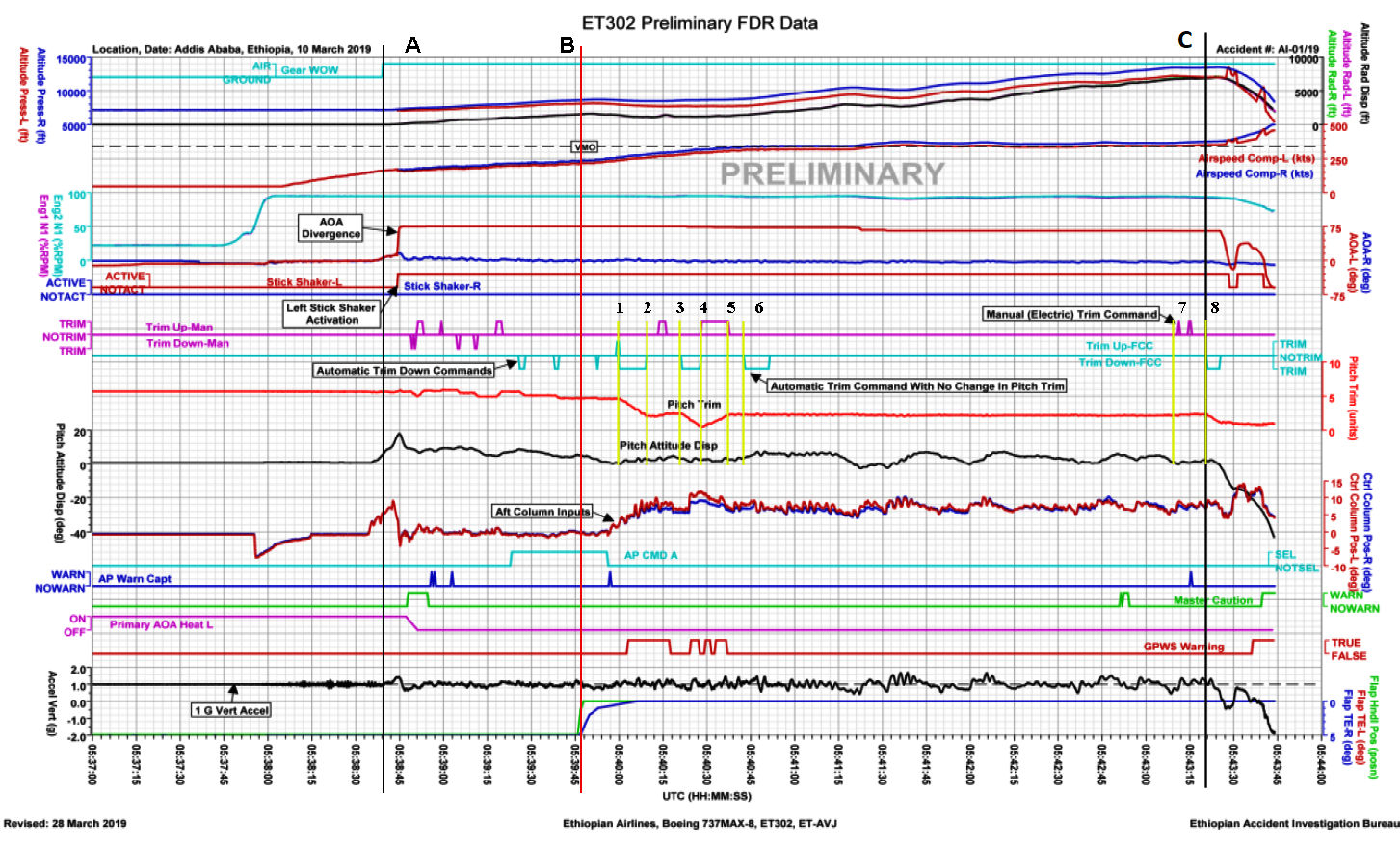
302便のFDR記録

事故機のブラックボックス（フライトレコーダーとコクピットボイスレコーダー）は事故翌日の11日にエチオピア当局によって回収され、14日にフランス航空事故調査局（BEA）に送られた。
通常、ボーイング機で事故が発生した場合、製造国であるアメリカの国家運輸安全委員会（NTSB）が事故調査を担当することが多い。しかし、今回のように機体の登録国、製造国そして事故発生場所などのいずれにも該当しないフランスの航空当局が調査を担当するのは異例である。Aviation Wireは、各国が事故直後からボーイング737 MAXの運航を停止した中、アメリカ連邦航空局（FAA）の判断が後手に回ったことでエチオピア航空・エチオピア政府がアメリカ政府やボーイングに不信感を募らせた形であると報道している。
3月11日、FAAはボーイング737MAX 8には耐空性があると述べた。しかし、運航への懸念から4月までにシステムの設計を変更するようボーイングに命じた。ボーイングは、MCASの設計変更に伴い、乗員の訓練マニュアルなどの改訂を行う予定とされた。この変更には、MCASの活性化や迎角の信号強化も含まれている。ボーイングは、この変更はライオン・エア機の墜落に関することで、エチオピア航空機の事故とは無関係だと述べた。
3月13日、FAAは衛星データから発見された証拠により、302便がライオン・エア610便と同じ不具合に遭遇した可能性があると発表した。調査官は302便の水平安定板（スタビライザー）を制御するスタビライザートリムのジャッキネジを発見した。調査によると、610便同様に302便がスタビライザーが機首下げ一杯に切られており、急降下した可能性を示唆していた。この発見により、インドネシアの専門家は610便の事故調査を行っているインドネシアの調査委員会と協力するだろうと述べた。夕方、インドネシアの調査委員会は302便の事故調査に協力することを発表し、インドネシアの運輸省は調査官と代表を派遣すると発表した。
3月19日、米国のイレーン・チャオ運輸長官はスコベル監査総監に対し、ボーイング737MAXの認証の経緯について調査するよう文書で指示した。
4月4日、調査団は暫定調査報告書を提出した。

### 暫定報告書
4月4日、エチオピア民間航空局が暫定報告書を公表した。パイロットがスタビライザーのトリムカットアウトスイッチを使用した際に、MCASシステムが無効になったといくつかの報道が主張している。暫定報告書では特にMCASについては言及していないが、ANU（機首上げ）方向のスタビライザー動作の終了した5秒後に、AND（機首下げ）自動トリムコマンドの3回目のインスタンスが意図せずに発生した。これは、スタビライザートリムカットアウトスイッチが「カットアウト」位置にあったことと一致している。暫定報告書では、ライオン・エア機の墜落後にボーイングによって改訂され、飛行マニュアルに新たに記載された手順をパイロットに説明していたことを確認している。エチオピアの運輸大臣Dagmawit Mogesによると、パイロットは「ボーイングが提供したすべての手順を実行したが、航空機を制御することはできなかった」と述べた。
暫定報告書によると推力が離陸設定 (94%N1) のままであり、スロットルが墜落まで動かされなかったことが明らかにされている。離陸から約1分後に、自動操縦に238ノット (441 km/h)の対気速度が入力されたが、自動操縦は約12秒後に解除された。パイロットは明らかにMCASの問題を認識してそれを無効にしたが、高速での飛行により発生したトリム設定と高いコントロール・コラムによる力を打ち消すことができなかった。
AOA（迎角）数値の異常により、離陸中にバードストライクやその他の破片が気流センサーを破壊したのではという推測につながった。これらの推測はエチオピア航空によって却下され、主任研究員Amdye Ayalew Fantaはそのような損害の兆候はないと述べた。
エチオピア運輸省は調査報告書の中でボーイングに対し、MCASの詳細な調査を求めた。

### 中間報告書
2020年3月9日、エチオピア民間航空局は中間報告書を公表した。報告書では、記録された左右のAOA角度に59度の差が生じていた。しかし、AOAの不一致を知らせる警告は出ていなかった。また、左右のフライトディスプレイには異なった指示が表示され、左側のスティックシェイカーが作動した。これによりMCASが機首を4回下げた。3回目の機首下げ時には昇降舵は機首下げ位置に動いておらず、これは昇降舵のトリムカットアウトスイッチがカットアウト位置にあったことと一致する反応だった。MCASは1つのAOAセンサーの情報のみを使用しているため、不適切な作動が起こりうる設計となっていた。

### 最終報告書
2022年12月23日、エチオピア民間航空局 (ECAA)は最終報告書を発行した。推定される事故原因を以下のように述べた。

誤ったAOA入力によるMCASからの繰り返した意図的でない航空機の機首下げ入力と、その回復不能な起動システムにより航空機を地上近くで毎分-33,000フィートの速度で急降下させたことが最も可能性の高い事故原因であった。

また報告書では事故に影響した要因を以下の通り挙げている。
- MCASの設計は単一のAOAセンサーに依存していたため、センサーからの誤った入力に対して脆弱であった。
- 設計段階でボーイングは、MCASが意図せずに作動する可能性を考慮しておらず、パイロットが操縦桿、手動の電動トリム、既存の水平安定板暴走時のチェックリストを通常に使用することで、それを認識し対処すると想定していた。ライオン・エアの事故後に発行されたOMBと緊急ADには、追加のガイダンスが含まれていたが、MCASに関連した事故の再発防止という意図した効果は得られなかった。
- ボーイングはFHAの一環として、意図的でないMCAS起動の可能性を検討したが、意図的でないMCASにつながる障害に伴う可能性のある全ての潜在的な警告と兆候を評価しなかった。
- 累積するAOA効果に対するMCASの寄与は評価されなかった。
- パイロットの認識と手順の優先順位付けに影響を与える警告と表示の複合的な効果は、製造業者によって評価されなかった。
- フライトディスプレイパネル (PFD) にAOA不一致警告フラグがなかった。
- ボーイングが準備しパイロットに提供した、ボーイング737 MAXの乗員別CBT訓練がMCASシステムを対象にしていなかった。
- MCASのような安全上重要なシステムに関して、製造業者がパイロット向けのシミュレーター訓練を設計しなかったため、望ましくない起動によって致命的な結果をもたらした。
- MCASの操作に関する手順について、製造業者は訓練中やFCOMで乗員に提供しなかった。
- 乗員の混乱とタスクの優先順位付けを解消するために、航空会社が提起した安全上重要な問題に製造業者が対処しなかった。

2022年12月27日、NTSBは公開された最終報告書について独自の声明を発表し、主に人的要因が十分に検討されていないとする報告書草案時の提言を挙げ、提言が反映されておらずNTSBのコメントも含まれていないため、最終報告書について慎重に検討すると述べた。
2023年1月3日、BEAは最終報告書について声明を発表し、NTSBと同様に、乗員のパフォーマンスに関する検討が不十分であり、ICAOの規定に基づき追加を要請したBEAのコメントが含まれなかったと述べた。

## 余波
エチオピアのアビィ・アハメド首相は、遺族に対し深い追悼の意を表した。
この事故を受け、ボーイング737MAX型機は日本を含め、世界的に運航が一時停止される事態となった。
4月6日、エチオピア航空は30機ある737MAXの注文のうち、すでに受領している5機（墜落機含む）を除く25機あった注文を全てキャンセルする方針であると述べた。同社のCEOは、自社がこのトラブルの被害者であることと、同型機が墜落したという汚点が残るとのコメントを述べている。
事故以降、ボーイング社の旅客機の受注数は他機種も含めて激減し、瞬間的に2019年4月の新規受注数はゼロとなった。

## 映像化
- 『地に落ちた信頼: ボーイング737MAX墜落事故』[66]
- メーデー!:航空機事故の真実と真相 第22シーズン第10話「Deadly Directive」